# Homenkî, Horol
Homenkî (în ucraineană Хоменки) este un sat în comuna Musiivka din raionul Horol, regiunea Poltava, Ucraina.

## Demografie
Componența lingvistică a localității Homenkî
     Ucraineană (98,98%)
     Rusă (1,02%)
Conform recensământului din 2001, majoritatea populației localității Homenkî era vorbitoare de ucraineană (98,98%), existând în minoritate și vorbitori de rusă (1,02%).